# Mulligans (phim)
Mulligans là một bộ phim tình cảm lãng mạn Canada năm 2008 được viết bởi diễn viên/nhà văn Charlie David và đạo diễn bởi Chip Hale. Nó cũng có sự tham gia của Dan Payne,
Derek James và Thea Gill (của phim Queer as Folk và Dante's Cove).

## Nội dung
Tyler Davidson mời người bạn đại học Chase về nhà nghỉ hè trên Hồ Prospect. Gia đình Davidson thực sự xuất hiện hoàn hảo trên mọi phương diện đối với Chase, trái ngược với gia đình dị năng của chính anh ta, người mà anh ta không thân thiết. Sau khi Tyler tiếp tục cố gắng thiết lập Chase với các cô gái địa phương, Chase đến gặp Tyler và nói với anh ta rằng anh ta là người đồng tính. Gia đình cố gắng hỗ trợ Chase, và đặc biệt là cha của Tyler, bắt đầu dành thời gian đáng kể với anh ta. Chẳng mấy chốc, Nathan bắt đầu nhận ra rằng những cảm xúc bị kìm nén từ lâu của mình đối với đàn ông đang trỗi dậy, và anh ta đã bị Chase thu hút. Những điều hấp dẫn này biến thành một cuộc tình ngắn ngủi, mà sớm được chứng kiến bởi vợ của Stace, Stacey và sau đó là Tyler. Khi đã công khai, Nathan và Chase cố gắng thỏa thuận với hiệu quả của hành động của họ đối với người khác, vì tình bạn giữa Tyler và Chase bị hủy hoại, và Nathan cố gắng giữ gia đình của mình lại với nhau. Cuối cùng, Nathan quyết định rời Stacey, Tyler và con gái của họ tại nhà mùa hè của gia đình, trong khi anh lái xe đi đánh giá lại cuộc sống của mình một mình.

## Diễn viên
- Dan Payne vai Nathan Davidson
- Thea Gill vai Stacey Davidson
- Charlie David vai Chase Rousseau
- Derek James vai Tyler Davidson

## Nhạc phim
Bộ phim chứa ba bài hát gốc của nhạc sĩ Ben Sigston; "Smile", "Waiting Room" và "Turn Around". Ban nhạc rock thay thế Kingsley cũng cung cấp bài hát "Rain Down".

## Tiếp nhận
Nhà phê bình phim Don Willmott từ Filmcritic.com đã cho bộ phim điểm 2.5/5, trong đó nêu rõ: "Nhà văn/ngôi sao Charlie David có thể muốn giữ mọi thứ ở mức thấp, nhưng bộ phim kết thúc bằng điện áp thấp".
Michael D. Klemm của Cinemaqueer.com đã tuyên bố rằng "Mulligans không hút - không phải bằng một cú sút xa - nhưng, sau một khởi đầu đầy hứa hẹn, nó đã vượt qua sự chào đón của nó."